# RUGAL (韓國電視劇)
《RUGAL》（韓語：루갈），為韓國OCN於2020年3月28日起播出的週末原創電視劇，改編自同名網漫，由《能看見鬼的警察處容》姜哲宇導演與道賢編劇合作。此劇講述因全國的暴力組織而失去心愛的妻子、雙眼失明、還被冤枉成殺人犯的精英警察，自己選擇變成機械人類的特殊警察組織「RUGAL」對抗韓國巨大的惡勢力的故事。
Netflix于2020年3月28日起每週六日全球上線。

## 演員陣容

### 主要人物
| 演員   | 角色   | 介紹 |
| 崔振赫 | 姜基範 | RUGAL隊員 原本是重案組刑警，在任職中執意調查ARGOS並將他們繩之以法，不料被ARGOS襲擊，失去了妻子汝珍和自己的雙眼。被栽贓殺了妻子後自殘眼睛而入獄的基範，藉由RUGAL局長崔勤澈和RUGAL隊員幫助而脫逃。崔勤澈給了基範提議，要賦予基範一雙新的眼睛，延攬他加入RUGAL一起對抗ARGOS……                                                                                           |
| 朴誠雄 | 黃德九 | ARGOS的副會長 不知善惡的他是負責執行和善後大量ARGOS犯罪的領導，具有整個組織的勢力。謀殺了原會長高容德後，一一的推翻ARGOS股東，成為該集團的掌權人。 |
| 趙東赫 | 韓泰雄 | RUGAL組長 RUGAL的力量擔當。在加入RUGAL之前曾為ARGOS的行動組長，但由於姊姊韓泰妍偷偷的和警方舉報ARGOS而被組織殺害。憤怒的他雖然殺了殺他姐姐的兇手，但他犧牲了一條手臂，同時也被其他ARGOS幫派圍打，直到RUGAL局長崔勤澈救了他一命。 在加入RUGAL之前他的格鬥技能非常出色，打架時從來沒有輸過。崔勤澈提議幫他裝上一條機械手臂，讓他成為力量和格鬥技能兼具的最強人類兵器。 |
| 鄭惠仁 | 宋美娜 | RUGAL隊員 原本是重案組刑警，基範的後輩。在保護提告ARGOS高德容的證人時遭到襲擊、俘虜，同僚刑警們被ARGOS殘忍地殺害，同時腦部也中了一槍並被丟到水裡，此時被韓泰雄救出並送到RUGAL急救。 急救當下腦部裝了片晶片，使她成為具有速度和力量的代表。但哪怕是動一毫米血液就會倒流並全身癱瘓。                                                                                   |
| 朴宣浩 | 李光哲 | RUGAL隊員 在警察大學就讀，還沒畢業就退學。在ARGOS爆炸事故中燒傷了大部分組織、器官，被韓泰雄救出後接受了RUGAL提供的人工內臟。在被退學之後家人都看不起他，所以非常珍惜RUGAL成員。在RUGAL裡負責無人機或相關科技器材。 |
| 金民尚 | 崔勤澈 | RUGAL局長 曾經是警察局高層，現在擔任祕密警察組織RUGAL的局長。他具有周到、完美性格、智力與意志力，但過去總是敗給ARGOS而感到相當氣憤。在了解了宋美娜之父宋慶秀的人工身體移植技術，他開始籌辦RUGAL並召集成員，就是為了利用技術來處決ARGOS。消滅ARGOS是他活下去的理由！                                                                                                  |

### RUGAL人物
| 演員   | 角色     | 介紹 |
| 朴忠善 | 吳科長   | RUGAL移植手術主任 前K醫院外科手術醫生，在ARGOS襲擊了該醫院後選擇加入RUGAL。擁有精湛的開刀技術也同時具有良好的職業道德，在科技器官和生物器官的倫理矛盾作出了正確的選擇。 |
| 張仁燮 | 布萊德利 | RUGAL技術員 可謂人間的天才，精通各種機械原理，並幫助RUGAL研究發明各式各樣能夠幫助任務的人工機械和道具。                                                                 |
| 張書璟 | 蘇珊     | RUGAL技術員 曾經是生物醫學系的頂尖模範生，成績出乎意料的優異。被延攬至RUGAL之後，開始研究發明人工移植科技。                                                             |

### ARGOS人物
| 演員   | 角色   | 介紹 |
| 韓智婉 | 崔藝媛 | ARGOS成員之一 前會長高容德的愛人，在會長死後接下ARGOS會長一職，對於ARGOS有無盡的野心和慾望，然而需要面對的是黃德九的陰謀和股東們的威脅。                                                                                               |
| 朴正赫 | 高容德 | ARGOS前會長 創立了不僅是販毒、賣淫，還將手伸向流通業與娛樂圈的韓國最大的犯罪組織ARGOS，在帶頭培養地下資本的朴魯植議員庇護下，他開始一步一步的朝總統大選前進，慾望之心膨脹到了整個國家上。在他和崔藝媛的婚禮當天，被黃德九謀殺......... |
| 劉尚勳 | 閔達浩 | ARGOS行動隊長 身為黃德九的左右臂膀比誰都知道黃德九的邪惡、可怕。在爾虞我詐的ARGOS激烈競爭舞臺上，與其動腦筋，不如用行動取得黃德九的信任，其生存方式令人尊敬。                                                                          |
| 金敏宇 | 崔龍   | ARGOS股東之一 是其中的新人，創辦成員之一。是高容德的左右臂膀。現在的能力和人脈方面，他是股東中中最有影響的人物。負責ARGOS藏匿黑錢的建商公司。                                                                                          |
| 池大韓 | 奉萬哲 | ARGOS股東之一 人稱「錢鬼」的他只要有錢進帳什麼都不管，雖然加入了ARGOS的大家族，但私下仍無法拋棄高利貸本行，與多家貸款公司祕密營運中。不管被發現的下場如何，他相信的只有錢。                                                            |
| 劉智妍 | 張雅潭 | ARGOS股東之一 為了滿足自己的慾望，她處理人的能力非常卓越。將崔藝媛和薛敏俊分別培養成高容德的女人和股東的人也是她。高容德死後，為了生存一直無法決定該相信崔藝媛還是黃德九。在ARGOS裡負責人事的公司（「美」製片）。                      |
| 金多炫 | 薛敏俊 | ARGOS股東之一 其實他是由崔勤澈局長所安排在ARGOS的線人，一步一步的成為股東之一，但在高容德死後身份被黃德九揭開。黃德九為了報復，將其變成一個黃德九的殺人機器，也暗示了背叛他的後果。                                                    |

### 其他人物
| 演員   | 角色   | 介紹                                                                       |
| 李雪兒 | 金汝珍 | 姜基範妻子，第1集被ARGOS組織殺死並嫁禍給姜基範，誣陷姜基範是殺害她的兇手。 |
| 董賢培 | 李宰漢 | 知名爵士團團長                                                             |

## 原聲帶
- Part.1（發行日期：2020年3月28日）

| 曲序 | 曲目               | 演唱   | 时长 |
| ---- | ------------------ | ------ | ---- |
| 1.   | Never Cry          | 韓勝熙 | 4:04 |
| 2.   | Never Cry（Inst.） |        | 4:04 |

- Part.2（發行日期：2020年4月4日）

| 曲序 | 曲目                            | 演唱  | 时长 |
| ---- | ------------------------------- | ----- | ---- |
| 1.   | The Eye Of Another（타인의 눈） | KLAZY | 4:12 |
| 2.   | The Eye Of Another（Inst.）     |       | 4:12 |

- Part.3（發行日期：2020年4月11日）

| 曲序 | 曲目               | 演唱           | 时长 |
| ---- | ------------------ | -------------- | ---- |
| 1.   | Lost life          | 閔庚勳（Buzz） | 4:06 |
| 2.   | Lost life（Inst.） |                | 4:06 |

## 收視率
| 集數       | 播出日期   | AGB收視率        | AGB收視率      |
| 集數       | 播出日期   | 大韓民國（全國） | 首爾（首都圈） |
| ---------- | ---------- | ---------------- | -------------- |
| 1          | 2020/03/28 | 2.612%           | 2.781%         |
| 2          | 2020/03/29 | 3.884%           | 4.075%         |
| 3          | 2020/04/04 | 2.874%           | 3.206%         |
| 4          | 2020/04/05 | 3.199%           | 3.879%         |
| 5          | 2020/04/11 | 2.002%           |                |
| 6          | 2020/04/12 | 2.804%           | 3.437%         |
| 7          | 2020/04/18 | 1.464%           |                |
| 8          | 2020/04/19 | 2.574%           | 2.921%         |
| 9          | 2020/04/25 | 1.579%           |                |
| 10         | 2020/04/26 | 2.066%           | 2.318%         |
| 11         | 2020/05/02 | 1.429%           |                |
| 12         | 2020/05/03 | 2.676%           | 3.407%         |
| 13         | 2020/05/09 | 1.255%           |                |
| 14         | 2020/05/10 | 1.892%           | 2.072%         |
| 15         | 2020/05/16 | 1.113%           |                |
| 16         | 2020/05/17 | 2.305%           | 2.472%         |
| 平均收視率 | 平均收視率 | 2.233%           | －             |

- 收視最低的集數以藍色表示，收視最高的集數以紅色表示，而空格則表示該集的收視沒有相關數據。

## 外部連結
- 韓國OCN官方網站（页面存档备份，存于）
- RUGAL-DAUM

| OCN Original Series                       | OCN Original Series                        | OCN Original Series |
| ----------------------------------------- | ------------------------------------------ | ------------------- |
|                                           | （2020年3月28日 – 2020年5月17日）          |                     |
| 如實陳述 （2020年2月1日 – 2020年3月22日） | 法外搜查 （2020年5月23日 – 2020年6月28日） |                     |

·